# Aktiengesellschaft (Österreich)
Die Aktiengesellschaft (Abkürzung: AG) ist in Österreich neben der GmbH und der flexiblen Kapitalgesellschaft (FlexKapG) eine von drei Formen der Kapitalgesellschaft. Die rechtlichen Grundlagen finden sich im Aktiengesetz (AktG).

## Gründung
An der Gründung einer AG in Österreich mussten sich mehr als eine Person beteiligen, die die Aktien gegen Einlagen übernehmen.
Seit dem 8. Oktober 2004 ist auch eine Einmanngründung möglich.
Die Gründung von Aktiengesellschaften in Österreich fand zeitlich sehr unterschiedlich einen Schwerpunkt:
| Gründungsjahr |      |
| ------------- | ---- |
| vor 1950      | 5 %  |
| 1950 bis 1959 | 2 %  |
| 1960 bis 1969 | 2 %  |
| 1970 bis 1979 | 5 %  |
| 1980 bis 1989 | 15 % |
| 1990 bis 1999 | 25 % |
| 2000 bis 2009 | 30 % |
| 2010 bis 2018 | 16 % |

### Grundkapital
Das Gesellschaftsvermögen einer AG nennt man Grundkapital oder auch Nominale. Das Grundkapital einer AG beträgt in Österreich mindestens 70.000 Euro und ist in Aktien zerlegt. Es wird durch Übernahme der Aktien durch den oder die Gründer aufgebracht. Es gibt Nennbetragsaktien und Stückaktien (Quotenaktie). Nennbetragsaktien lauten auf einen bestimmten Nennbetrag. Der Mindestnennbetrag einer Aktie liegt bei einem Euro. Höhere Nennbeträge müssen auf volle Euro lauten. Die Aktien dürfen nicht für einen geringeren Betrag als den Nennbetrag ausgegeben werden. Stückaktien verkörpern einen rechnerischen Anteil am Grundkapital. Dieser muss nicht einem glatten Euro-Wert entsprechen.
Die Haftung der AG ist auf das Gesellschaftsvermögen beschränkt.
| Grundkapital                              | Anzahl der AG in Österreich |
| ----------------------------------------- | --------------------------- |
| 70.000 € (Grundkapital)                   | 10 %                        |
| mehr als 70.000 bis 1 Million €           | 27 %                        |
| mehr als 1 Million bis 10 Millionen €     | 34 %                        |
| mehr als 10 Millionen bis 50 Millionen €  | 22 %                        |
| mehr als 50 Millionen bis 100 Millionen € | 5 %                         |
| mehr als 100 Millionen €                  | 2 %                         |

Die Aktiengesellschaften in Österreich haben ein bilanzielles Eigenkapital (Stand 2018):
| Eigenkapital                              | Anzahl der AG in Österreich |
| ----------------------------------------- | --------------------------- |
| negatives Eigenkapital                    | 5 %                         |
| von 0 bis 70.000 €                        | 4 %                         |
| mehr als 70.000 bis 1 Million €           | 10 %                        |
| mehr als 1 Million bis 10 Millionen €     | 26 %                        |
| mehr als 10 Millionen bis 50 Millionen €  | 21 %                        |
| mehr als 50 Millionen bis 100 Millionen € | 15 %                        |
| mehr als 100 Millionen €                  | 19 %                        |

### Anmeldung zum Firmenbuch
Die Aktiengesellschaft „entsteht“ erst mit der Eintragung in das Firmenbuch (nach erfolgter Prüfung und Genehmigung durch das Firmenbuchgericht, § 31 öAktG), ab diesem Zeitpunkt ist sie eine juristische Person privaten Rechts. Vorher besteht die Aktiengesellschaft als solche nicht, in diesem Fall spricht man von einer „Vorgesellschaft“, wobei allerdings die Gründer noch unbeschränkt haften. Die Anmeldung zur Eintragung in das Firmenbuch setzt allerdings voraus, dass alle Anteile von den Gründern übernommen wurden, dass diese Gründer rechtswirksam eine Satzung beschlossen haben und der erste Vorstand sowie Aufsichtsrat bestellt wurde. Die Aktionäre sind mit ihren Einlagen auf das in Aktien zerlegte Grundkapital an der Gesellschaft beteiligt (§ 1 öAktG) und haften nur in Höhe der Einlagen (es sei denn, sie zahlen die Einlagen nicht zur Gänze ein, dann haften sie im Falle der Insolvenz des Unternehmens auch persönlich und unbeschränkt – falls sie nicht schon vorher aus der Gesellschaft ausgeschlossen wurden).

## Organe
Die Aktiengesellschaft besteht aus drei Organen: Vorstand, Aufsichtsrat und Hauptversammlung.

### Vorstand (Geschäftsführung)
Der Vorstand führt die Geschäftsführung der Aktiengesellschaft und vertritt die Gesellschaft, dies vollkommen weisungsfrei (§ 70 Abs. 1 öAktG). Außerdem muss er dem Aufsichtsrat ständig Bericht erstatten. Weiters stellt der Vorstand den Jahresabschluss und den Geschäftsbericht auf und beruft die Hauptversammlung ein. Vorstandsmitglieder dürfen keine Mitglieder des Aufsichtsrates sein.
Die durchschnittliche Vergütung von Vorstandsmitgliedern steigt mit der Größe der Aktiengesellschaft:
| Typen von AGs            | Jahresbezug pro Vorstandsmitglied von – bis | Durchschnitts- bezug |
| ------------------------ | ------------------------------------------- | -------------------- |
| Kleinst-AG und kleine AG | 7500 bis 350.000 €                          | 72.000 €             |
| mittelgroße AG           | 140.000 bis 1.265.700 €                     | 162.900 €            |
| große AG                 | 4400 bis 328.800 €                          | 171.200 €            |
| 5-fach große AG          | 147.500 bis 4.265.800 €                     | 456.300 €            |

### Aufsichtsrat (Kontrollorgan)
Der Aufsichtsrat wird von der Hauptversammlung auf höchstens 4 Jahre gewählt. Für je zwei Mitglieder des Aufsichtsrates ist gemäß § 110 ArbVG auch ein Arbeitnehmervertreter zu entsenden, bei einer ungeraden Anzahl von Kapitalvertretern ein weiterer (Drittelparität). Dem Aufsichtsrat kommt grundsätzlich keinerlei Geschäftsführungsbefugnis zu, Überwachung und Durchführung sind in der Aktiengesellschaft streng voneinander getrennt. Allerdings ist die Zustimmung des Aufsichtsrats in bestimmten, vom Gesetz zwingend vorgeschriebenen Fällen seitens des Vorstands einzuholen, darüber hinaus können in der Satzung der Gesellschaft weitere Fälle, in denen die Zustimmung des Aufsichtsrats einzuholen ist, vorgeschrieben werden. Der Aufsichtsrat bestellt den Vorstand und ist berechtigt, diesen bei Vorliegen wichtiger Gründe (Pflichtverletzung, offensichtliche Unfähigkeit) vorzeitig wieder abzuberufen.
Die durchschnittliche Vergütung von Aufsichtsratsmitgliedern steigt nicht mit der Größe der Aktiengesellschaft und liegt erheblich hinter der von Vorstandsmitgliedern zurück. Bei 29 % der Aktiengesellschaften erhalten die Mitglieder im Aufsichtsrat keine Vergütung:
| Typen von AGs            | Jahresbezug pro Aufsichtsratsmitglied von – bis | Durchschnitts- bezug |
| ------------------------ | ----------------------------------------------- | -------------------- |
| Kleinst-AG und kleine AG | 400 bis 70.000 €                                | 3100 €               |
| mittelgroße AG           | 2800 bis 16.700 €                               | 6700 €               |
| große AG                 | 700 bis 21.300 €                                | 4400 €               |
| 5-fach große AG          | 600 bis 76.000 €                                | 21.200 €             |

### Hauptversammlung (Eigentümerversammlung)
Die Hauptversammlung der Aktiengesellschaft besteht aus allen Aktionären. Dabei verkörpert grundsätzlich jede Aktie eine Stimme; es ist allerdings auch möglich, in der Satzung Abweichendes zu vereinbaren, etwa die Ausgabe von Vorzugsaktien, d. h. Aktien, die z. B. das Recht auf höhere Dividendenausschüttung in Kombination mit Verzicht auf das Stimmrecht in der Hauptversammlung verbriefen. Die Hauptversammlung muss jährlich durch den Vorstand oder Aufsichtsrat einberufen werden, das Aktienrecht gewährt allerdings auch Minderheitsgesellschaftern das Recht, die Einberufung der Hauptversammlung in bestimmten Fällen zu verlangen. Die Eigentümerversammlung beschließt unter anderem über Kapitalveränderungen, Umwandlung und Auflösung der Aktiengesellschaft, immer jedoch über die Feststellung des Jahresabschlusses (und damit über eine allfällige Dividendenausschüttung) und die Entlastung des Vorstands und des Aufsichtsrats. Darüber hinaus steht der Hauptversammlung auch das Recht zu, die Mitglieder des Aufsichtsrats zu wählen. Entscheidungen werden mit einfacher Mehrheit oder mit „qualifizierter“ Mehrheit (3/4-Mehrheit) getroffen, so die Satzung der Aktiengesellschaft nichts anderes vorschreibt.

### Aktionäre
Mit dem Erwerb von Aktien wird man Miteigentümer der Aktiengesellschaft. Die Haftung der Aktionäre ist auf ihre Einlage beschränkt, d. h., sie können höchstens das in Aktien investierte Kapital verlieren. Weiters haben sie keine Mitarbeitspflicht. Ihr Kontrollrecht ist gesetzlich genau geregelt. Als Großaktionäre bezeichnet man Personen, die 5 % oder mehr der Aktien besitzen.

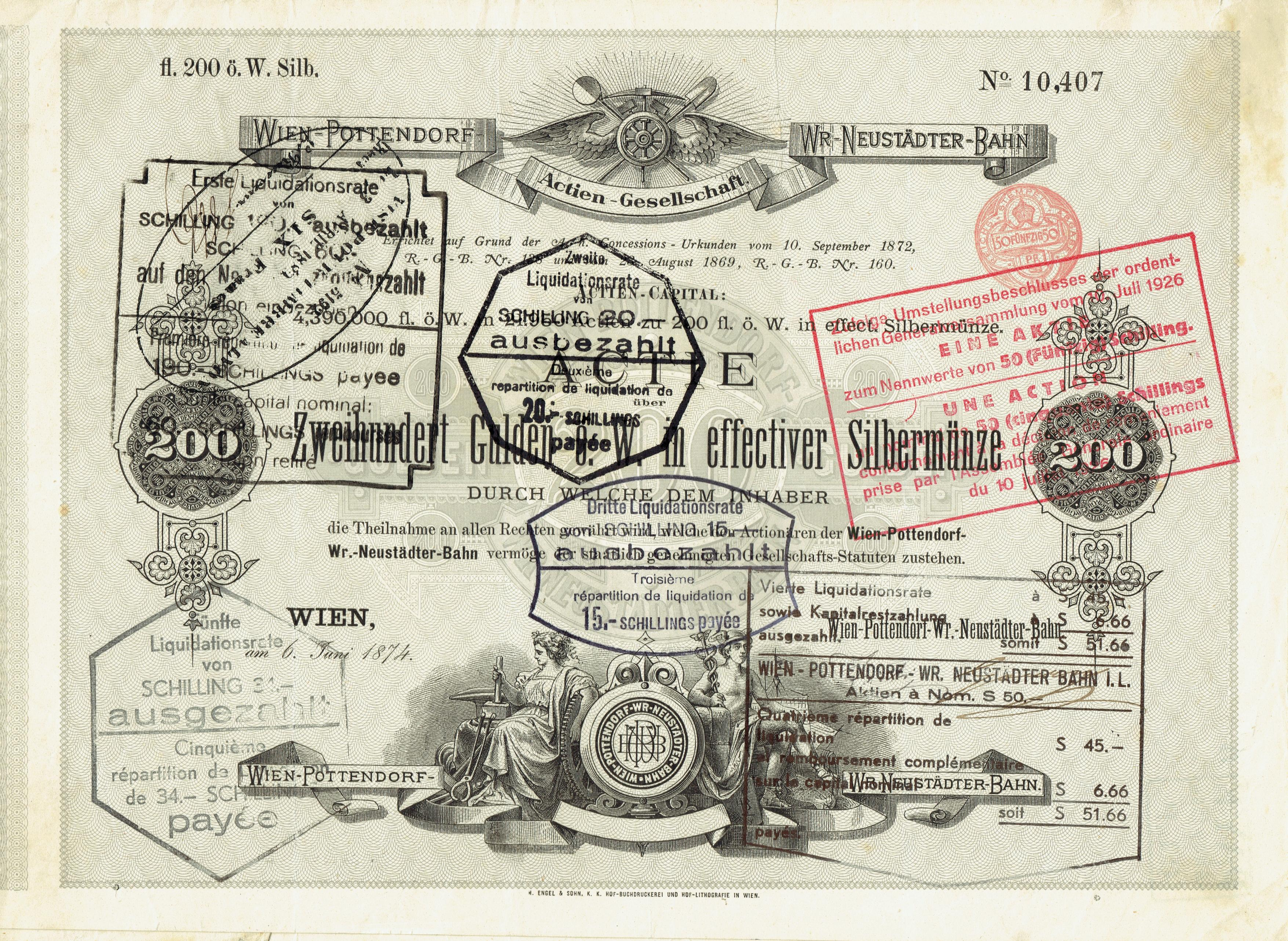
5 Stempel über ausbezahlte Liquidationserlöse auf einer alten Aktie der Wien-Pottendorf-Wr-Neustädter Bahn i. L.

1. Recht auf einen Gewinnanteil (die Dividende)
  - wird in Prozent des Grundkapitals oder pro Aktie angegeben
  - ausgeschüttete Gewinne werden dem Aktionär überwiesen
2. Wahrung des Anteils
  - sollen neue Aktien ausgegeben werden (z. B. aufgrund einer Kapitalaufstockung), müssen diese zuerst den vorhandenen Aktionären angeboten werden, damit diese sicher sein können, dass ihr Anteil an der AG gewahrt wird
3. Liquidationserlös
  - löst sich die AG auf, hat jeder Aktionär auf einen prozentualen „Resterlös“ Ansprüche
4. Teilnahmerecht an Hauptversammlungen
  - Stimmrecht auf Hauptversammlungen
  - Auskunftsrecht zu Gesellschaftsangelegenheiten, die zur Beurteilung von Punkten der Tagesordnung auf der Hauptversammlung nötig sind
5. Anfechtungsrecht bei Verdacht auf nicht satzunggemäßer Beschlussfassung auf der Hauptversammlung

Die Anzahl an Aktionären an österreichischen Aktiengesellschaften zeigt ein differenziertes Bild:
| Anzahl Aktionäre                       |      |
| -------------------------------------- | ---- |
| 1 Aktionär und de-facto-Einmann AG     | 40 % |
| 2 Aktionäre (ohne de-facto-Einmann AG) | 7 %  |
| 3 bis 5 Aktionäre                      | 18 % |
| 6 bis 10 Aktionäre                     | 9 %  |
| 11 bis 20 Aktionäre                    | 5 %  |
| 21 bis 50 Aktionäre                    | 5 %  |
| 51 bis 100 Aktionäre                   | 1 %  |
| 101 bis 500 Aktionäre                  | 6 %  |
| mehr als 500 Aktionäre                 | 9 %  |

Obwohl die Grundstruktur der Aktiengesellschaft auch in Österreich der einer Publikumsgesellschaft folgt (eine Vielzahl von Aktionären besitzt Aktien), hat sich dieses Bild erheblich von der Realität abgewendet. Etwa 30 % der Aktiengesellschaften in Österreich haben nur einen Aktionär, in weiteren etwa 10 % der Aktiengesellschaften hat ein Aktionär wenigstens 98 % der Aktien, der andere ist mit höchstens 2 % beteiligt (also de-facto-Einmann AG). Bei börsennotierten AGs haben sogar 67 % nur einen Mehrheitsaktionär.
Die Rechtsform der Alleinaktionäre und Mehrheitsaktionäre bei österreichischen Aktiengesellschaften ist wie folgt:
| Aktionär                                                   |      |
| ---------------------------------------------------------- | ---- |
| ausländische Gesellschaft, Stiftung etc.                   | 27 % |
| österreichische GmbH                                       | 22 % |
| österreichische AG                                         | 15 % |
| österreichische Privatstiftung                             | 14 % |
| natürliche Person                                          | 9 %  |
| österreichische Personengesellschaft (inkl. GmbH & Co. KG) | 4 %  |
| österreichische Sparkasse                                  | 3 %  |
| öffentliche Hand in Österreich                             | 3 %  |
| österreichische Genossenschaft                             | 1 %  |
| Sonstige                                                   | 2 %  |

## Typen von Aktiengesellschaften
Das Gesetz unterscheidet verschiedenen Typen von Aktiengesellschaften, so z. B. in börsennotierte und nicht börsennotierte Aktiengesellschaften. § 221 UGB unterscheidet in Kleinst-AG, kleine AG, mittelgroße AG, große AG und § 271a UGB kennt noch die 5-fach große AG.
|                 | Bilanzsumme              | Umsatzerlös              | Mitarbeiter   |
| --------------- | ------------------------ | ------------------------ | ------------- |
| Kleinst-AG      | bis 350.000 €            | bis 700.000 €            | bis 10        |
| kleine AG       | bis 5 Millionen €        | bis 10 Millionen €       | bis 50        |
| mittelgroße AG  | bis 20 Millionen €       | bis 40 Millionen €       | bis 250       |
| große AG        | mehr als 20 Millionen €  | mehr als 40 Millionen €  | mehr als 250  |
| 5-fach große AG | mehr als 100 Millionen € | mehr als 200 Millionen € | mehr als 1250 |

Grundsätzlich müssen zwei der drei oben bezeichneten Kriterien erfüllt werden, um in die entsprechende Größenklasse eingeteilt zu werden. Bei 5-fach großen AG muss jedoch nur eines der drei Kriterien erfüllt sein. Die Berechnung der Schwellenwerte erfolgt bei allen AGs auf konsolidierter oder aggregierter Basis. Aktiengesellschaften, die Mutterunternehmen (§ 189a Z 6 UGB) sind, haben die Schwellenwerte nach den § 221 Abs. 1 bis 2 UGB auf konsolidierter oder aggregierter Basis zu berechnen.
Wird nach der Anzahl der Mitarbeiter bei den Aktiengesellschaften strukturiert, so zeigt sich, dass rund 50 % der in Österreich registrierten Aktiengesellschaften nur bis zu zehn Mitarbeiter haben:
| Anzahl der Mitarbeiter |      |
| ---------------------- | ---- |
| kein oder 1            | 36 % |
| zwei bis zehn          | 14 % |
| 11 bis 20              | 6 %  |
| 21 bis 50              | 10 % |
| 51 bis 250             | 15 % |
| 251 bis 500            | 7 %  |
| 501 bis 1000           | 6 %  |
| 1001 bis 1250          | 1 %  |
| mehr als 1251          | 5 %  |

2014 waren über 1800 Aktiengesellschaften in Österreich registriert davon nur etwa 100 börsennotiert. Am 26. Januar 2018 waren es nur noch 1106 Aktiengesellschaften (mit Unternehmenssitz in Österreich).
Diese sind zum Teil Leitindizes wie dem ATX, welcher die 20 größten börsennotierten Unternehmen in Österreich beinhaltet, zugeordnet.
Die in Österreich bis 2018 registrierten Aktiengesellschaften waren in folgenden Geschäftszweigen tätig:
| Geschäftszweig      |      |
| ------------------- | ---- |
| Holding             | 39 % |
| Gewerbe bzw. Handel | 19 % |
| Kreditinstitute     | 13 % |
| Industrie           | 11 % |
| Immobilien          | 6 %  |
| Bergbahnen          | 4 %  |
| Versicherungen      | 3 %  |
| Pensionskassen      | 2 %  |
| Sonstige            | 3 %  |

## Unternehmen von öffentlichem Interesse
Unternehmen (damit auch Aktiengesellschaften) von öffentlichem Interesse sind:
1. Unternehmen, deren übertragbare Wertpapiere zum Handel an einem geregelten Markt eines Mitgliedstaats der Europäischen Union oder eines Vertragsstaats des Abkommens über den Europäischen Wirtschaftsraum im Sinn des Art. 4 Abs. 1 Nr. 21 der Richtlinie 2014/65/EU über Märkte für Finanzinstrumente sowie zur Änderung der Richtlinien 2002/92/EG und 2011/61/EU, ABl. Nr. L 173 vom 12. Juni 2014 S. 349, zugelassen sind;
2. Kapitalgesellschaften, die Kreditinstitute im Sinn des Art. 4 Abs. 1 Nr. 1 der Verordnung (EU) Nr. 575/2013 über Aufsichtsanforderungen an Kreditinstitute und Wertpapierfirmen und zur Änderung der Verordnung (EU) Nr. 646/2012, ABl. Nr. L 176 vom 27. Juni 2013 S. 1 – mit Ausnahme der in Artikel 2 Abs. 5 der Richtlinie 2013/36/EU über den Zugang zur Tätigkeit von Kreditinstituten und die Beaufsichtigung von Kreditinstituten und Wertpapierfirmen, zur Änderung der Richtlinie 2002/87/EG und zur Aufhebung der Richtlinien 2006/48/EG und 2006/49/EG, ABl. Nr. L 176 vom 27. Juni 2013 S. 338, genannten Kreditinstitute – sind;
3. Kapitalgesellschaften, die Versicherungsunternehmen im Sinn des Art. 2 Abs. 1 der Richtlinie 91/674/EWG über den Jahresabschluss und den konsolidierten Abschluss von Versicherungsunternehmen, ABl. Nr. L 374 vom 31. Dezember 1991 S. 7, sind oder
4. Unternehmen, die ungeachtet ihrer Rechtsform in einem österreichischen Bundesgesetz unter Verweis auf diese Bestimmung als solche bezeichnet werden;[14]

Ein Unternehmen von öffentlichem Interesse gilt stets als große Kapitalgesellschaft.
| Typen von AGs   | Anzahl an Unternehmen von öffentlichem Interesse |
| --------------- | ------------------------------------------------ |
| Kleinst-AG      | 8 %                                              |
| kleine AG       | 26 %                                             |
| mittelgroße AG  | 9 %                                              |
| große AG        | 13 %                                             |
| 5-fach große AG | 44 %                                             |